# Suspense (programa de radio)
Suspense fue una serie dramática de radio transmitido por la CBS desde 1942 hasta 1962. Fue ganador de los Premios Peabody y dirigido por Alfred Hitchcock.
Uno de los principales programas de teatro del Siglo de Oro radial, fue llamado como "programa teatral de emociones intensas", y se centró en suspenso las secuencias de comandos de tipo thriller, generalmente integrado por reconocidos actores de Hollywood de la época trasmitido en la cadena CBS. Aproximadamente 945 episodios fueron emitidos durante su larga, y más de 900 están vigentes.